# Çandarlı Halil Pasha
Çandarlı Halil Pasha († 1 juni, 1453) was een invloedrijke Ottomaans grootvizier onder sultan Murat II en tijdens de eerste jaren van Mehmet II. Hij speelde een belangrijke rol bij het Beleg van Constantinopel in 1453.

## Biografie
Çandarlı Halil werd geboren als zoon van grootvizier Çandarlı Ibrahim Pasha. Er is weinig bekend over zijn jeugd. In 1439 volgde hij zijn vader op als grootvizier, aan het hof van Murat II in Edirne. Çandarlı Halil Pasha werd de mentor van de jonge Mehmet. Wanneer Mehmet op zijn 21ste Constantinopel wilde veroveren, had Çandarlı Halil Pasha weinig hoop, volgens sommige bronnen vond hij de sultan impulsief, ongeduldig en onervaren. Tijdens het beleg probeerde hij te onderhandelen met de Byzantijnen. Toen Mehmet hier na de val van de stad achter kwam, liet hij de grootvizier executeren.